# Lipovo Brdo
Lipovo Brdo – wieś w Chorwacji, w żupanii bielowarsko-bilogorskiej, w gminie Kapela. W 2011 roku liczyła 115 mieszkańców.